# Ordway
Ordway település az Amerikai Egyesült Államok Colorado államában, Crowley megyében, melynek megyeszékhelye is. Lakosainak száma 1066 fő (2020. április 1.).

## Népesség
A település népességének változása:

| 2010 | 1 080 |
| 2020 | 1 066 |